# Primi ministri della Turchia
I primi ministri della Turchia (Türkiye Cumhuriyeti Başbakanı) dal 1920 (nascita del Governo della Grande Assemblea Nazionale Turca) al 2018 (data dell'abolizione della carica), sono stati i seguenti.
A partire dal 2018, come da risultato del referendum costituzionale del 2017, il presidente della Repubblica assume anche le funzioni di capo del Governo.

## Lista
| legenda: | CHP | DP | AP | ANAP | DYP | RP | DSP | AKP | altri |

### Capi del Governo della Grande Assemblea Nazionale Turca (1920-1923)
| Primo ministro | Primo ministro | Primo ministro        | Partito                       | Mandato         | Mandato         | Capo di Stato |
| Primo ministro | Primo ministro | Primo ministro        | Partito                       | Inizio          | Fine            | Capo di Stato |
| -------------- | -------------- | --------------------- | ----------------------------- | --------------- | --------------- | ------------- |
| 1              |                | Mustafa Kemal Atatürk | Partito Popolare Repubblicano | 3 maggio 1920   | 24 gennaio 1921 | Mehmet VI     |
| 2              |                | Mustafa Fevzi Çakmak  | Partito Popolare Repubblicano | 24 gennaio 1921 | 9 luglio 1922   | Mehmet VI     |
| 3              |                | Hüseyin Rauf Orbay    | Partito Popolare Repubblicano | 12 luglio 1922  | 4 agosto 1923   | Mehmet VI     |
| 4              |                | Ali Fethi Okyar       | Partito Popolare Repubblicano | 14 agosto 1923  | 27 ottobre 1923 | Mehmet VI     |

### Primi ministri della Repubblica di Turchia
| Primo ministro | Primo ministro             | Primo ministro                    | Partito                                  | Governo           | Mandato           | Mandato            | Presidenti            |
| Primo ministro | Primo ministro             | Primo ministro                    | Partito                                  | Governo           | Inizio            | Fine               | Presidenti            |
| -------------- | -------------------------- | --------------------------------- | ---------------------------------------- | ----------------- | ----------------- | ------------------ | --------------------- |
| 1              |                            | İsmet İnönü                       | Partito Popolare Repubblicano            | İnönü I           | 1º novembre 1923  | 6 marzo 1924       | Mustafa Kemal Atatürk |
| 1              | İnönü II                   | İsmet İnönü                       | Partito Popolare Repubblicano            | 6 marzo 1924      | 22 novembre 1924  |                    | Mustafa Kemal Atatürk |
| 2              |                            | Ali Fethi Okyar                   | Partito Popolare Repubblicano            | Okyar             | 22 novembre 1924  | 3 marzo 1925       | Mustafa Kemal Atatürk |
| (1)            |                            | İsmet İnönü                       | Partito Popolare Repubblicano            | İnönü III         | 4 marzo 1925      | 1º novembre 1927   | Mustafa Kemal Atatürk |
| (1)            | İnönü IV                   | İsmet İnönü                       | Partito Popolare Repubblicano            | 1º novembre 1927  | 27 settembre 1930 |                    | Mustafa Kemal Atatürk |
| (1)            | İnönü V                    | İsmet İnönü                       | Partito Popolare Repubblicano            | 27 settembre 1930 | 4 maggio 1931     |                    | Mustafa Kemal Atatürk |
| (1)            | İnönü VI                   | İsmet İnönü                       | Partito Popolare Repubblicano            | 4 maggio 1931     | 1º marzo 1935     |                    | Mustafa Kemal Atatürk |
| (1)            | İnönü VII                  | İsmet İnönü                       | Partito Popolare Repubblicano            | 1º marzo 1935     | 25 ottobre 1937   |                    | Mustafa Kemal Atatürk |
| 3              |                            | Celâl Bayar                       | Partito Popolare Repubblicano            | Bayar I           | 25 ottobre 1937   | 11 novembre 1938   | Mustafa Kemal Atatürk |
| 3              | İsmet İnönü                | Celâl Bayar                       | Partito Popolare Repubblicano            | Bayar I           | 25 ottobre 1937   | 11 novembre 1938   |                       |
| 3              | Bayar II                   | Celâl Bayar                       | Partito Popolare Repubblicano            | 11 novembre 1938  | 25 gennaio 1939   |                    |                       |
| 4              |                            | Refik Saydam                      | Partito Popolare Repubblicano            | Saydam I          | 25 gennaio 1939   | 3 aprile 1939      |                       |
| 4              | Saydam II                  | Refik Saydam                      | Partito Popolare Repubblicano            | 3 aprile 1939     | 9 luglio 1942     |                    |                       |
| 5              |                            | Şükrü Saracoğlu                   | Partito Popolare Repubblicano            | Saracoğlu I       | 9 luglio 1942     | 9 marzo 1943       |                       |
| 5              | Saracoğlu II               | Şükrü Saracoğlu                   | Partito Popolare Repubblicano            | 9 marzo 1943      | 7 agosto 1946     |                    |                       |
| 6              |                            | Mehmet Recep Peker                | Partito Popolare Repubblicano            | Peker             | 7 agosto 1946     | 10 settembre 1947  |                       |
| 7              |                            | Hasan Saka                        | Partito Popolare Repubblicano            | Saka I            | 10 settembre 1947 | 10 giugno 1948     |                       |
| 7              | Saka II                    | Hasan Saka                        | Partito Popolare Repubblicano            | 10 giugno 1948    | 16 gennaio 1949   |                    |                       |
| 8              |                            | Şemsettin Günaltay                | Partito Popolare Repubblicano            | Günaltay          | 16 gennaio 1949   | 22 maggio 1950     |                       |
| 9              |                            | Adnan Menderes                    | Partito Democratico                      | Menderes I        | 22 maggio 1950    | 9 marzo 1951       |                       |
| 9              | Celâl Bayar                | Adnan Menderes                    | Partito Democratico                      | Menderes I        | 22 maggio 1950    | 9 marzo 1951       |                       |
| 9              | Menderes II                | Adnan Menderes                    | Partito Democratico                      | 9 marzo 1951      | 17 maggio 1954    |                    |                       |
| 9              | Menderes III               | Adnan Menderes                    | Partito Democratico                      | 17 maggio 1954    | 9 dicembre 1955   |                    |                       |
| 9              | Menderes IV                | Adnan Menderes                    | Partito Democratico                      | 9 dicembre 1955   | 25 novembre 1957  |                    |                       |
| 9              | Menderes V                 | Adnan Menderes                    | Partito Democratico                      | 25 novembre 1957  | 27 maggio 1960    |                    |                       |
| 10             |                            | Cemal Gürsel                      | Governo militare                         | Gürsel I          | 30 maggio 1960    | 5 gennaio 1961     | carica vacante        |
| 10             | Governo militare           | Cemal Gürsel                      | Gürsel II                                | 5 gennaio 1961    | 27 ottobre 1961   |                    | carica vacante        |
| 10             | Governo militare           | Cemal Gürsel                      | Gürsel II                                | 5 gennaio 1961    | 27 ottobre 1961   | Cemal Gürsel       |                       |
| -              |                            | Emin Fahrettin Özdilek ad interim | Governo militare                         | Özdilek           | 27 ottobre 1961   | 20 novembre 1961   |                       |
| (1)            |                            | İsmet İnönü                       | Partito Popolare Repubblicano            | İnönü VIII        | 20 novembre 1961  | 25 giugno 1962     |                       |
| (1)            | İnönü IX                   | İsmet İnönü                       | Partito Popolare Repubblicano            | 25 giugno 1962    | 25 dicembre 1963  |                    |                       |
| (1)            | İnönü X                    | İsmet İnönü                       | Partito Popolare Repubblicano            | 25 dicembre 1963  | 20 febbraio 1965  |                    |                       |
| 11             |                            | Suat Hayri Ürgüplü                | Partito della Giustizia                  | Ürgüplü           | 20 febbraio 1965  | 27 ottobre 1965    |                       |
| 12             |                            | Süleyman Demirel                  | Partito della Giustizia                  | Demirel I         | 27 ottobre 1965   | 3 novembre 1969    |                       |
| 12             | carica vacante             | Süleyman Demirel                  | Partito della Giustizia                  | Demirel I         | 27 ottobre 1965   | 3 novembre 1969    |                       |
| 12             | Cevdet Sunay               | Süleyman Demirel                  | Partito della Giustizia                  | Demirel I         | 27 ottobre 1965   | 3 novembre 1969    |                       |
| 12             | Demirel II                 | Süleyman Demirel                  | Partito della Giustizia                  | 3 novembre 1969   | 6 marzo 1970      |                    |                       |
| 12             | Demirel III                | Süleyman Demirel                  | Partito della Giustizia                  | 6 marzo 1970      | 26 marzo 1971     |                    |                       |
| 13             |                            | Nihat Erim                        | Governo di unità nazionale               | Erim I            | 26 marzo 1971     | 11 dicembre 1971   |                       |
| 13             | Governo di unità nazionale | Nihat Erim                        | Erim II                                  | 11 dicembre 1971  | 22 maggio 1972    |                    |                       |
| 14             |                            | Ferit Melen                       | Governo provvisorio                      | Melen             | 22 maggio 1972    | 15 aprile 1973     |                       |
| 14             | Fahri Korutürk             | Ferit Melen                       | Governo provvisorio                      | Melen             | 22 maggio 1972    | 15 aprile 1973     |                       |
| 15             |                            | Naim Talu                         | Governo provvisorio                      | Talu              | 15 aprile 1973    | 26 gennaio 1974    |                       |
| 16             |                            | Bülent Ecevit                     | Partito Popolare Repubblicano            | Ecevit I          | 26 gennaio 1974   | 17 novembre 1974   |                       |
| 17             |                            | Sadi Irmak                        | Governo provvisorio                      | Irmak             | 17 novembre 1974  | 31 marzo 1975      |                       |
| (12)           |                            | Süleyman Demirel                  | Partito della Giustizia                  | Demirel IV        | 31 marzo 1975     | 21 giugno 1977     |                       |
| (16)           |                            | Bülent Ecevit                     | Partito Popolare Repubblicano            | Ecevit II         | 21 giugno 1977    | 21 luglio 1977     |                       |
| (12)           |                            | Süleyman Demirel                  | Partito della Giustizia                  | Demirel V         | 21 luglio 1977    | 5 gennaio 1978     |                       |
| (16)           |                            | Bülent Ecevit                     | Partito Popolare Repubblicano            | Ecevit III        | 5 gennaio 1978    | 12 novembre 1979   |                       |
| (12)           |                            | Süleyman Demirel                  | Partito della Giustizia                  | Demirel VI        | 12 novembre 1979  | 12 settembre 1980  |                       |
| (12)           | carica vacante             | Süleyman Demirel                  | Partito della Giustizia                  | Demirel VI        | 12 novembre 1979  | 12 settembre 1980  |                       |
| 18             |                            | Bülend Ulusu                      | Governo Militare                         | Ulusu             | 21 settembre 1980 | 13 dicembre 1983   |                       |
| 18             | Kenan Evren                | Bülend Ulusu                      | Governo Militare                         | Ulusu             | 21 settembre 1980 | 13 dicembre 1983   |                       |
| 19             |                            | Turgut Özal                       | Partito della Madrepatria                | Özal I            | 13 dicembre 1983  | 21 dicembre 1987   |                       |
| 19             | Özal II                    | Turgut Özal                       | Partito della Madrepatria                | 21 dicembre 1987  | 9 novembre 1989   |                    |                       |
| 20             |                            | Yıldırım Akbulut                  | Partito della Madrepatria                | Akbulut           | 9 novembre 1989   | 23 giugno 1991     | Turgut Özal           |
| 21             |                            | Mesut Yılmaz                      | Partito della Madrepatria                | Yılmaz I          | 23 giugno 1991    | 20 novembre 1991   | Turgut Özal           |
| (12)           |                            | Süleyman Demirel                  | Partito della Retta Via                  | Demirel VII       | 20 novembre 1991  | 25 giugno 1993     | Turgut Özal           |
| (12)           | Süleyman Demirel           | Süleyman Demirel                  | Partito della Retta Via                  | Demirel VII       | 20 novembre 1991  | 25 giugno 1993     |                       |
| 22             |                            | Tansu Çiller                      | Partito della Retta Via                  | Çiller I          | 25 giugno 1993    | 5 ottobre 1995     |                       |
| 22             | Çiller II                  | Tansu Çiller                      | Partito della Retta Via                  | 5 ottobre 1995    | 30 ottobre 1995   |                    |                       |
| 22             | Çiller III                 | Tansu Çiller                      | Partito della Retta Via                  | 30 ottobre 1995   | 6 marzo 1996      |                    |                       |
| (21)           |                            | Mesut Yılmaz                      | Partito della Madrepatria                | Yılmaz II         | 6 marzo 1996      | 28 giugno 1996     |                       |
| 23             |                            | Necmettin Erbakan                 | Partito del Benessere                    | Erbakan           | 28 giugno 1996    | 30 giugno 1997     |                       |
| (21)           |                            | Mesut Yılmaz                      | Partito della Madrepatria                | Yılmaz III        | 30 giugno 1997    | 11 gennaio 1999    |                       |
| (16)           |                            | Bülent Ecevit                     | Partito della Sinistra Democratica       | Ecevit IV         | 11 gennaio 1999   | 28 maggio 1999     |                       |
| (16)           | Ecevit V                   | Bülent Ecevit                     | Partito della Sinistra Democratica       | 28 maggio 1999    | 18 novembre 2002  |                    |                       |
| (16)           | Ecevit V                   | Bülent Ecevit                     | Partito della Sinistra Democratica       | 28 maggio 1999    | 18 novembre 2002  | Ahmet Necdet Sezer |                       |
| 24             |                            | Abdullah Gül                      | Partito della Giustizia e dello Sviluppo | Gül               | 18 novembre 2002  | 14 marzo 2003      |                       |
| 25             |                            | Recep Tayyip Erdoğan              | Partito della Giustizia e dello Sviluppo | Erdoğan I         | 14 marzo 2003     | 28 agosto 2007     |                       |
| 25             | Erdoğan II                 | Recep Tayyip Erdoğan              | Partito della Giustizia e dello Sviluppo | 29 agosto 2007    | 14 giugno 2011    | Abdullah Gül       |                       |
| 25             | Erdoğan III                | Recep Tayyip Erdoğan              | Partito della Giustizia e dello Sviluppo | 6 luglio 2011     | 28 agosto 2014    | Abdullah Gül       |                       |
| 26             |                            | Ahmet Davutoğlu                   | Partito della Giustizia e dello Sviluppo | Davutoğlu I       | 28 agosto 2014    | 28 agosto 2015     | Recep Tayyip Erdoğan  |
| 26             | Davutoğlu II               | Ahmet Davutoğlu                   | Partito della Giustizia e dello Sviluppo | 28 agosto 2015    | 18 novembre 2015  |                    | Recep Tayyip Erdoğan  |
| 26             | Davutoğlu III              | Ahmet Davutoğlu                   | Partito della Giustizia e dello Sviluppo | 18 novembre 2015  | 24 maggio 2016    |                    | Recep Tayyip Erdoğan  |
| 27             |                            | Binali Yıldırım                   | Partito della Giustizia e dello Sviluppo | Yıldırım          | 24 maggio 2016    | 9 luglio 2018      | Recep Tayyip Erdoğan  |
| Carica abolita |                            |                                   |                                          |                   |                   |                    |                       |